# Ceraia ovatipetala
Ceraia ovatipetala é uma espécie de orquídea de flores pequenas que duram muito pouco, mas que floresce diversas vezes ao ano, nativa de Halmahera, nas Ilhas Molucas.